# Lundin Energy
Lundin Energy AB (voorheen Lundin Petroleum AB) is een Zweedse onderneming voor de exploratie en productie van olie en gas. Lundin Energy is een naamloze vennootschap naar Zweeds recht (aktiebolag), genoteerd op de Beurs van Stockholm. Het hoofdkantoor is gevestigd in Stockholm.
De marktkapitalisatie van Lundin Energy bedroeg eind 2016 67 miljard SEK, de hoogste waarde voor een onafhankelijk exploratie- en productiebedrijf in Europa. De bewezen reserves van Lundin Energy bedroegen eind 2016 714,1 miljoen vaten olie-equivalenten.
De familie Lundin was al meer dan dertig jaar actief in de olie-exploratie en -productie. De onderneming ontstond in de vroege jaren 1980 als International Energy, dat vervolgens International Energy werd, gevolgd door Lundin Oil in de late jaren 1990, dan Lundin Petroleum in 2001, en uiteindelijk Lundin Energy na de naamsverandering in 2020. Het bedrijf is wereldwijd actief, maar met een focus op activiteiten in Noorwegen.
Er ontstond een controverse toen journalist Kerstin Lundell in haar boek Affärer i blod och olja: Lundin Petroleum i Afrika (“Bloed en Olie: Lundin Petroleum in Afrika”) stelde dat het bedrijf betrokken is geweest bij tal van mensenrechtenschendingen zoals fatale schietpartijen en brandstichting in dorpen tijdens de burgeroorlog in Zuid-Soedan. Een groep van NGO’s documenteerde de klachten in een rapport. Het Zweedse gerecht opende een onderzoek hiernaar.